# Стамболич, Иван
Иван Стамболич (серб. Иван Стамболић; 5 ноября 1936 — 25 августа 2000) — югославский сербский политический и государственный деятель, председатель Президиума СФРЮ (1986—1987), Премьер-министр Сербии (1978—1982).
Племянник Петара Стамболича — первого Председателя Исполнительного вече. Находясь у власти, помогал Слободану Милошевичу в продвижении по партийной и государственной линии.
Жертва политического убийства периода правления С. Милошевича.

## Биография
Отец Стамболича был видным партийным функционером. Окончил среднюю индустриальную школу. Работал на заводе до поступления в 1960 году в Белградский университет, где окончил юридический факультет. Работал генеральным директором завода Техногаз, где среди его ближайших сотрудником был Слободан Милошевич, сменивший его на посту главы газовой компании. В 1970-х годах Стамболч обеспечил Милошевичу работу в Beogradska Banka, крупнейшем банке Сербии.
В политике с конца 1970-х годов. Избирался секретарём Исполнительного комитета Союза коммунистов Сербии, затем занял пост председателя Исполнительного совета Сербии, позже возглавил городской партийный комитет Белграда, в 1984 году стал председатель ЦК Союза коммунистов Сербии, в мае 1986 года — Председатель Президиума СФРЮ.
Был наставником и близким личным другом Слободана Милошевича и поддерживал его на выборах на пост председателя Союза коммунистов Сербии и сумел обеспечить ему победу. Карьера Стамболича фактически закончилась в 1987 году, когда Милошевич устроил переворот и захватил власть в сербской коммунистической партии.
Как президент[уточнить] и глава партии, Стамболич был умеренным, реформистским антинационалистом, назначая на ключевые должности либералов, которые выступали против Милошевича. Милошевич использовал Косово, чтобы поднять националистические настроения против албанцев, обеспечив себе поддержку стареющего поколения военных в Белграде.
Вскоре после прихода к власти Милошевич выступил оппонентом И. Стамболича. В апреле 1987 года Милошевич посетил Косово Поле, где встретился с местными партийными лидерами и сербами. Вопросы, рассмотренные на встрече, вызвали бурную реакцию после чего на улицах произошли столкновения жителей и милиции. Сербские СМИ подняли своего рода националистическую истерию, чем вызвали гнев косовских албанцев. И. Стамболич пытался избежать прямого конфликта с Милошевичем.
И. Стамболич старался защитить от дискриминации права сербов и черногорцев в Косово и Метохии, настаивая ещё в 1982 году, что он будет выступать за эти права, даже если оппоненты назовут его великосербским националистом.
Стамболич и Правительство СР Сербии присоединились к федеральному югославскому правительству, резко осудив противоречивый Меморандум Сербской академии наук и искусств 1986 года за подстрекательство к национализму.
Под давлением от сторонников Милошевича И. Стамболич в сентябре 1987 году подал в отставку.
После работал президентом банка JUBMES в Белграде. Через нескольких лет ушёл на пенсию.
25 августа 2000 года во время правления Слободана Милошевича И. Стамболич загадочно исчез. 28 марта 2003 года полиция установила, что он был убит на Фрушка-Горе группой из 8 офицеров Подразделения специальных операций. 18 июля 2005 года все они были признаны виновными в убийстве Стамболича и приговорены к тюремному заключению на срок от 15 до 40 лет. Суд установил, что приказ об убийстве Стамболича исходил от Слободана Милошевича.
И. Стамболич — автор книг «Директор у самоуправљању» (1978), «Расправе о Србији» (1979, 1988), «Пут у беспуће» (1995), «Корен зла».